# 加季亞奇 (克拉斯諾赫拉德區)
49°17′13″N 35°24′31″E / 49.28694°N 35.40861°E
哈迪亞奇（烏克蘭語：Гадяч）是位於烏克蘭東部的村莊，由哈爾科夫州别列斯京区的納塔利內市鎮負責管轄。該村始建於1790年，面積0.38平方公里，海拔高度107米，2001年人口34，人口密度每平方公里90.7人。